# Rachunkowość społeczna
Rachunkowość społeczna – w ujęciu szerszym to dyscyplina statystyczno-ekonomiczna, która bada w sposób zintegrowany strumienie materialno-rzeczowe oraz strumienie finansowe w skali gospodarki narodowej. W ujęciu węższym jest to technika statystyczna, która obrazuje gospodarkę danego kraju w formie ilościowej. 
Rachunkowość społeczna dzieli gospodarkę narodową na 4 sektory: 
- I — ludność i gospodarstwa domowe
- II — przedsiębiorstwa;
- III — podmioty wchodzące w skład systemu budżetowego;
- IV — podmioty zagraniczne

W wyniku obliczeń dokonanych techniką rachunkowości społecznej powstaje wartość produktu społecznego, która może być wyrażona w produkcie krajowym brutto, produkcie narodowym brutto, produkcie narodowym netto oraz w dochodach osobistych.
Rachunkowość społeczna w ujęciu mikro oznacza rachunkowość przedsiębiorstw, służącą włączeniu aspektów środowiskowych i społecznych w obszar przedmiotowy rachunkowości tak, aby był możliwy pomiar operacji gospodarczych w relacjach między działalnością gospodarczą a środowiskiem przyrodniczym i społeczeństwem (por. Rachunkowość zrównoważona). Rosnące znaczenie sprawozdawczości ESG wraz z potrzebą integrowania informacji finansowych i niefinansowych stanowi istotną przesłankę rozwoju rachunkowości rozwoju zrównoważonego / rachunkowości zrównoważonej.